# 평창 올림픽 선수촌
평창 올림픽 선수촌(PyeongChang Olympic Village)은 대한민국 강원특별자치도 평창군 대관령면에 위치하고 있다. 시행사는 용평리조트고 시공사는 대림산업이다. 총 600세대의 8개동이며 지상 15층, 지하 1층으로 구성되고 573대의 주차가 가능하고 최대 3900명의 수용이 가능하다. 2018 평창동계올림픽 설상 경기 종목에 참가하는 세계 각국의 선수들을 위해 숙박 시설로 사용된다.
알펜시아 인근 대관령면에 용평리조트가 약 3500여명을 수용할 수 있는 평창의 선수촌을 건립할 예정이며 평창의 선수촌 시설은 2015년 9월 착공하였다. 11월 분양하였고 2017년 9월 완공되었고 2018년 8월 주거 단지로 사용될 예정이다.
- 주소 : 강원특별자치도 평창군 대관령면 수하리 500
- 세대수 : 600세대(총8개동)
- 층수 : 15층
- 준공년월 : 2018년 8월
- 세대당주차대수 : 0.96대
- 면적 : 82Am2, 82Bm2, 102Am2, 102Bm2, 114Am2, 115Bm2
- 평형 : 25A평, 24B평, 30A평, 31B평, 34A평, 34B평
- 용적률 : 148%
- 건폐율 : 15%
- 건설사 : 대림산업(주), 선원건설(주)
- 난방 : 개별난방, 도시가스